# Dove la storia finisce
Dove la storia finisce è un romanzo di Alessandro Piperno.

## Trama
Storia del ritorno di un genitore, amato e odiato, di una famiglia ebrea di Roma. Matteo Zevi, che ha "più mogli di un emiro" torna dagli Stati uniti dove era fuggito 16 anni prima, per evitare la vendetta di uno strozzino cui non poteva più restituire un ingente prestito. Atteso dalla seconda moglie ma odiato dal figlio di primo letto, si trova coinvolto negli affari di una famiglia che - tra matrimoni pericolanti, amori saffici e nuove nascite - sembra aver perso completamente i valori e le tradizioni dei padri.

## Edizioni
- Alessandro Piperno, Dove la storia finisce, Arnoldo Mondadori Editore ISBN 978-88-04-66514-4, 2016.